# Reichsstraße 328
Die Reichsstraße 328 (R 328) wurde nach dem Westfeldzug im August 1940 als Reichsstraße des Deutschen Reichs ausgewiesen, im noch französischen Gebiet des Départements Moselle, das unter einen deutschen Chef der Zivilverwaltung gestellt wurde und als CdZ-Gebiet Lothringen vorgesehen war zur Eingliederung in das Deutsche Reich, als Teil des Reichsgau Westmark.
Die Straße verlief von Saargemünd (Sarreguemines, Reichsstraße 51) in südwestlicher Richtung auf Nancy über Püttlingen (Puttelange-aux-Lacs, Reichsstraße 353) und von dort weiter über Mörchingen (Morhange) und Salzburgen (Château-Salins, Reichsstraße 57) zur Grenze des Département Marne im besetzten und unter deutscher Militärverwaltung stehenden Teils Frankreichs bei Wich (Vic-sur-Seille). Ihrem Verlauf folgt die Route Départementale 674.
Die Länge der früheren Reichsstraße betrug rund 68 Kilometer.